# 노하라정
노하라정(野原町)은 나라현 우치군에 설치되었던 정이다. 현재의 고조시에 해당한다.